# Canton de Rochefort-Nord
Le canton de Rochefort-Nord est une ancienne division administrative française située dans le département de la Charente-Maritime et la région Poitou-Charentes.

## Géographie
Ce canton était organisé autour de Rochefort dans l'arrondissement de Rochefort. Son altitude variait de 0 m (Île-d'Aix) à 29 m (Rochefort) pour une altitude moyenne de 13 m.

## Représentation

### Conseillers généraux du canton de Rochefort (de 1833 à 1852)
| Période | Période | Identité                    | Étiquette              | Qualité                                                                                  |
| ------- | ------- | --------------------------- | ---------------------- | ---------------------------------------------------------------------------------------- |
| 1833    | 1848    | Antoine Bonnet de Lescure   | Majorité ministérielle | Ingénieur de la Marine retraité Maire de Rochefort (1835-1843) Ancien député (1824-1827) |
| 1848    | 1852    | François Maitrot de Varenne |                        | Ingénieur des services hydrauliques à Rochefort                                          |

### Conseillers d'arrondissement du canton de Rochefort (de 1833 à 1852)
Le canton de Rochefort avait deux conseillers d'arrondissement.
| Période                                  | Période | Identité                         | Étiquette | Qualité                                              |
| ---------------------------------------- | ------- | -------------------------------- | --------- | ---------------------------------------------------- |
| 1833                                     | 1842    | M. Couturier jeune               |           | Propriétaire à Rochefort                             |
| 1833                                     | 1848    | Louis Edmé Laugaudin (1784-1872) |           | Garde des magasins de vivres de la Marine, Rochefort |
| 1833                                     | 1836    | M. Hèbre                         |           | Négociant à Rochefort                                |
| 1836                                     | 1842    | M. Chicot                        |           | Négociant à Rochefort                                |
| 1842                                     | 1848    | M. Laffitte                      |           | Propriétaire à Rochefort                             |
| 1842                                     | 1848    | M. Favre                         |           | Juge de paix à Rochefort                             |
| Les données manquantes sont à compléter. |         |                                  |           |                                                      |

### Conseillers généraux du canton de Rochefort-Nord (créé par la loi du 29 juin 1852) de 1852 à 2015
| Période | Période                 | Identité                    | Étiquette          | Qualité |
| ------- | ----------------------- | --------------------------- | ------------------ | --- |
| 1852    | 1864                    | Pierre Favre                |                    | Juge de paix, juge au Tribunal civil de Rochefort |
| 1864    | 1871                    | Jules de Senneville         |                    | Ingénieur de la Marine |
| 1871    | 1884 (démission)        | Emile Cordier               | Républicain        | Négociant, maire de Rochefort (1865-1867, 1870-1871, 1877-1884) Président de la Chambre de commerce                                                                    |
| 1884    | 1907                    | Ernest Braud                | Rad.               | Clerc de notaire Député (1889-1898 et 1902-1910) Maire de Rochefort (1888-1895, 1896-1898, 1900-1902 et 1908-1910)                                                     |
| 1907    | 3 décembre 1914 (décès) | Fernand Jaumier (1867-1914) | Rad.               | Pharmacien à Rochefort |
| 1914    | 1919                    | siège vacant                |                    | |
| 1919    | 1925                    | Maurice Palmade             | Rad.               | Professeur de droit Député (1924-1928) - Sénateur (1938-1945) Élu en 1926 dans le canton de Saujon Nommé membre de la Commission administrative départementale en 1941 |
| 1925    | 1930 (démission)        | Louis Bernard               | SFIO puis PRS      | Ajusteur-mécanicien Conseiller municipal de Rochefort Nommé inspecteur des tramways et autobus de l'Ile de Ré                                                          |
| 1930    | 1937                    | Roger Hymond                | SFIO puis Soc.ind. | Cheminot Maire de Rochefort (1925-1928) |
| 1937    | 1940                    | Roger Lefèvre               | SFIO               | Professeur Premier adjoint au Maire de Rochefort, conseiller d'arrondissement Député (1936-1942)                                                                       |
|         |                         |                             |                    | |
| 1945    | 1951                    | Roger Gaborit               | Rad.               | Chef d'établissement scolaire Maire de Rochefort (1944-1951) Député (1946-1958)                                                                                        |
| 1951    | 1963 (décès)            | Ernest Guépin               | RPF puis RS        | Maire de Rochefort (1954-1959) |
| 1963    | 1970                    | Francis Gaury               | DVD                | Maire de Rochefort (1959-1971) |
| 1970    | 1976                    | Raphaël Sistané (1923-2014) | PCF                | Directeur de l'Union mutualiste rochefortaise Conseiller municipal de Rochefort (1983-2001)                                                                            |
| 1976    | 1985                    | Jean-Louis Frot (1931-2018) | DVD                | Opticien Maire de Rochefort (1977-2001) Premier Vice-Président du Conseil général (1976-2015) Elu en 1985 dans le Canton de Rochefort-Centre                           |
| 1985    | 1998                    | André Tessier               | RPR                | Général de l'Armée de l'Air Adjoint au maire de Rochefort |
| 1998    | 2011                    | André Bonnin                | PS                 | Avocat à Rochefort, ancien bâtonnier, suppléant du député Bernard Grasset (1997-2002)                                                                                  |
| 2011    | 2015                    | Sylvie Marcilly             | UMP                | Chef d'entreprise Maire de Fouras (2008-2021) Elue en 2015 dans le Canton de Châtelaillon-Plage                                                                        |

Fernand Jaumier, conseiller général du canton de Rochefort-Nord, élu en 1907, démissionna en mars 2014 pour protester contre le demantèlement du port de Rochefort.
Il fut réélu le 17 mai 1914, et décéda le 3 décembre suivant.
(réf. Journal "Le Temps" du 19 mai 1914 - https://gallica.bnf.fr/ark:/12148/bpt6k2418050/f2.item.zoom - consulté le 15 novembre 2021.

### Conseillers d'arrondissement du canton de Rochefort-Nord (de 1852 à 1940)
Deux conseillers d'arrondissement jusqu'en 1926.
| Période                                  | Période          | Identité                                | Étiquette             | Qualité |
| ---------------------------------------- | ---------------- | --------------------------------------- | --------------------- | --- |
| 1852                                     |                  | Jacques Constantin (1794-1867)          |                       | Docteur médecin à Rochefort                                                                                 |
| 1852                                     |                  | Adrien Laffitte                         |                       | Banquier à Rochefort                                                                                        |
|                                          |                  |                                         |                       | |
| 1871                                     | 1877             | Georges Roche                           | Bonapartiste          | Avocat au barreau de Rochefort, député (1882-1889)                                                          |
| 1877                                     | 1884 (décès)     | Honoré Ardouin                          |                       | Médecin vétérinaire à Rochefort                                                                             |
| 1883                                     | 1886             | Frédéric Roche fils                     |                       | Pharmacien à Rochefort                                                                                      |
| 1884                                     |                  | Émile de Lapeyre de Bellair (1847-1908) | Républicain           | Avocat, bâtonnier de l'Ordre des avocats, adjoint au maire de Rochefort                                     |
| 1889                                     |                  | Théodore Bignoneau                      | Républicain           | Vétérinaire-sanitaire à Rochefort                                                                           |
|                                          |                  |                                         |                       | |
| 1910                                     | 1914 (démission) | Emmanuel Giron                          | Radical               | Conducteur des Ponts et Chaussées, ingénieur des travaux publics de l'Etat, adjoint au maire de Rochefort   |
|                                          | 1914 (démission) | Paul Julien-Laferrière (1859-1924)      | Alliance démocratique | Médecin de première classe de la marine, adjoint au maire de Rochefort                                      |
| mai 1914                                 | 1919             | Jean Favereau                           | SFIO                  | Commis de marine et propriétaire à Rochefort                                                                |
| 1919                                     | 1924 (décès)     | Paul Julien-Laferrière                  | Droite                | Médecin de première classe de la marine, adjoint au maire de Rochefort                                      |
| 1919                                     | 1928             | Élie Cadéac                             | Radical               | Industriel à Rochefort                                                                                      |
| 1928                                     | 1934             | Philippe Angibaud (1871-1951)           | Radical               | Maitre mécanicien de la Marine Nationale, maire de Rochefort (1928-1935)                                    |
| 1931                                     | 1937             | M. Bert                                 |                       | |
| 1934                                     | 1937             | Roger Lefèvre                           | SFIO                  | Professeur Premier adjoint au Maire de Rochefort Député (1936-1942)                                         |
| 1934                                     | 1940             | René Poupin (1888-1968)                 | SFIO                  | Contrôleur des PTT, conseiller municipal de Rochefort                                                       |
| 1937                                     | 1940             | René Bodard                             |                       | Maire de Fouras                                                                                             |
| 1940                                     |                  |                                         |                       | Les conseils d'arrondissement ont été suspendus par la loi du 12 octobre 1940 et n'ont jamais été réactivés |
| Les données manquantes sont à compléter. |                  |                                         |                       | |

MM. Giron et Julien-Laferrière démissionnèrent en 1914 pour protester contre le démentèlement du port de Rochefort.

## Composition
Le canton de Rochefort-Nord se composait d’une fraction de la commune de Rochefort et de sept autres communes. Il comptait 13 921 habitants (population municipale) au 1er janvier 2012.
| Nom                      | Code Insee | Intercommunalité   | Population (dernière pop. légale)              |
| ------------------------ | ---------- | ------------------ | ---------------------------------------------- |
| Rochefort (chef-lieu)    | 17299      | CA Rochefort Océan | Fraction : 3 120(2012) Commune : 24 300 (2014) |
| Breuil-Magné             | 17065      | CA Rochefort Océan | 1 655 (2014)                                   |
| Fouras                   | 17168      | CA Rochefort Océan | 4 047 (2014)                                   |
| Île-d'Aix                | 17004      | CA Rochefort Océan | 249 (2014)                                     |
| Loire-les-Marais         | 17205      | CA Rochefort Océan | 366 (2014)                                     |
| Saint-Laurent-de-la-Prée | 17353      | CA Rochefort Océan | 2 025 (2014)                                   |
| Vergeroux                | 17463      | CA Rochefort Océan | 1 139 (2014)                                   |
| Yves                     | 17483      | CA de La Rochelle  | 1 472 (2014)                                   |

## Démographie
| 1962 | 1968 | 1975 | 1982 | 1990   | 1999   | 2006   | 2011   | 2012   |
| ---- | ---- | ---- | ---- | ------ | ------ | ------ | ------ | ------ |
| -    | -    | -    | -    | 10 825 | 11 885 | 13 074 | 13 599 | 13 921 |

## Sources, références et notes
1. ↑  « Ministère de la culture - Base Léonore », sur culture.gouv.fr (consulté le 16 avril 2023).
2. ↑  « Journal officiel de la République française. Lois et décrets » , sur Gallica, 19 mars 1884 (consulté le 27 septembre 2020).
3. ↑  « Ministère de la culture - Base Léonore », sur culture.gouv.fr (consulté le 16 avril 2023).
4. ↑  « Journal officiel de la République française. Lois et décrets » , sur Gallica, 31 janvier 1941 (consulté le 27 septembre 2020).
5. ↑  « Le Temps » , sur Gallica, 22 janvier 1930 (consulté le 27 septembre 2020).
6. ↑  « Le Temps » , sur Gallica, 1er avril 1930 (consulté le 27 septembre 2020).
7. ↑  Il fut condamné à mort le 28 janvier 1942 pour détention d’arme et fusillé à La Pallice (Charente-Maritime). Le titre d’interné politique lui a été refusé en février 1964 par le ministère des Anciens combattants : « la cause de l’arrestation suivie d’exécution n’entre pas dans le cadre du statut des déportés politiques et internés. » (source : Maitron, consulté le 28 août 2014)
8. ↑  https://maitron.fr/spip.php?article107796, notice LEFÈVRE Roger, Ferdinand par Gilles Morin, Justinien Raymond, version mise en ligne le 14 novembre 2010, dernière modification le 20 novembre 2018.
9. ↑  https://maitron.fr/spip.php?article127190, notice POUPIN René, Georges, Léopold par Alain Dalançon, Yves Dauriac, version mise en ligne le 30 novembre 2010, dernière modification le 5 février 2020.
10. ↑  Liste des communes du canton de Rochefort-Nord sur le site de l'Insee, consulté le 20 janvier 2015.
11. ↑  Structure de la population du canton de 1968 à l'année de la dernière population légale connue
12. ↑  Fiches Insee - Populations légales du canton pour les années 2006, 2011, 2012